# جيرالد بول
 جيرالد بول (بالإنجليزية: Gerald Vincent Bull) (ولد1928 وتوفي 1990 ) مهندس وعالم كندي الاصل ساهم في تطوير سلاح المدفعية شارك في تطوير مدفع أمريكي عملاق و أيضا ساهم في تطوير مدفع عملاق وصواريخ سكود للعراق .
اغتيل في بلجيكا .
يعتقد أن الموساد قام باغتياله ، وهناك من يقول ربما أيران أو المخابرات الأمريكية أو المخابرات البريطانية[بحاجة لمصدر] .

## وصلات خارجية
- جيرالد بول على موقع إن إن دي بي (الإنجليزية)

- كتاب - قصة المدفع العملاق